# Haho-Kloster
Haho (türkisch, auch Hahul) oder Chachuli, Ḥaḥuli (georgisch ხახული), ist das aus dem 10. Jahrhundert stammende, ehemals berühmteste Kloster des mittelalterlichen georgischen Königreichs Tao-Klardschetien. Der von einer Mauer umgebene Gebäudekomplex mit einer gut erhaltenen Kuppelbasilika liegt in der Provinz Erzurum im Nordosten der Türkei.

## Lage
Von der Schnellstraße im Tal des Tortum-Flusses, die Artvin mit Erzurum verbindet, zweigt 25 Kilometer nördlich von Tortum und sieben Kilometer südlich der Kleinstadt Uzundere ein Fahrweg nach Westen in ein Bergtal ab. Nach fünf Kilometern durchquert die kleine Asphaltstraße das an einer neuen Moschee und einer Teestube erkennbare Zentrum der Streusiedlung Bağbaşı, nach weiteren drei Kilometern wird das in 1500 Metern Höhe gelegene Kloster erreicht. Der parkartige, dicht von Laubbäumen bestandene Klostergarten wird im Norden von einer Felswand begrenzt und ist ansonsten von terrassierten Kuhweiden und verstreuten Gehöften umgeben.
Das Bergtal am Südhang des Mescit Dağları, einer Gebirgskette mit mehreren um 3200 Meter hohen Gipfeln, besitzt wie die anderen Täler in dieser Bergregion fruchtbare Böden und wird von zahlreichen kleinen Bächen durchflossen. Die hiesigen Dörfer waren deshalb in der Geschichte stets relativ groß und wohlhabend. Bis heute sind viele der Dorfbewohner georgischer Abstammung.
Neben Haho sind die am besten erhaltenen georgischen Kirchen der Region Öşk Vank in einem Paralleltal wenige Kilometer nördlich, sowie Dörtkilise, İşhan und Barhal, die von der Kleinstadt Yusufeli aus erreichbar sind.

## Geschichte

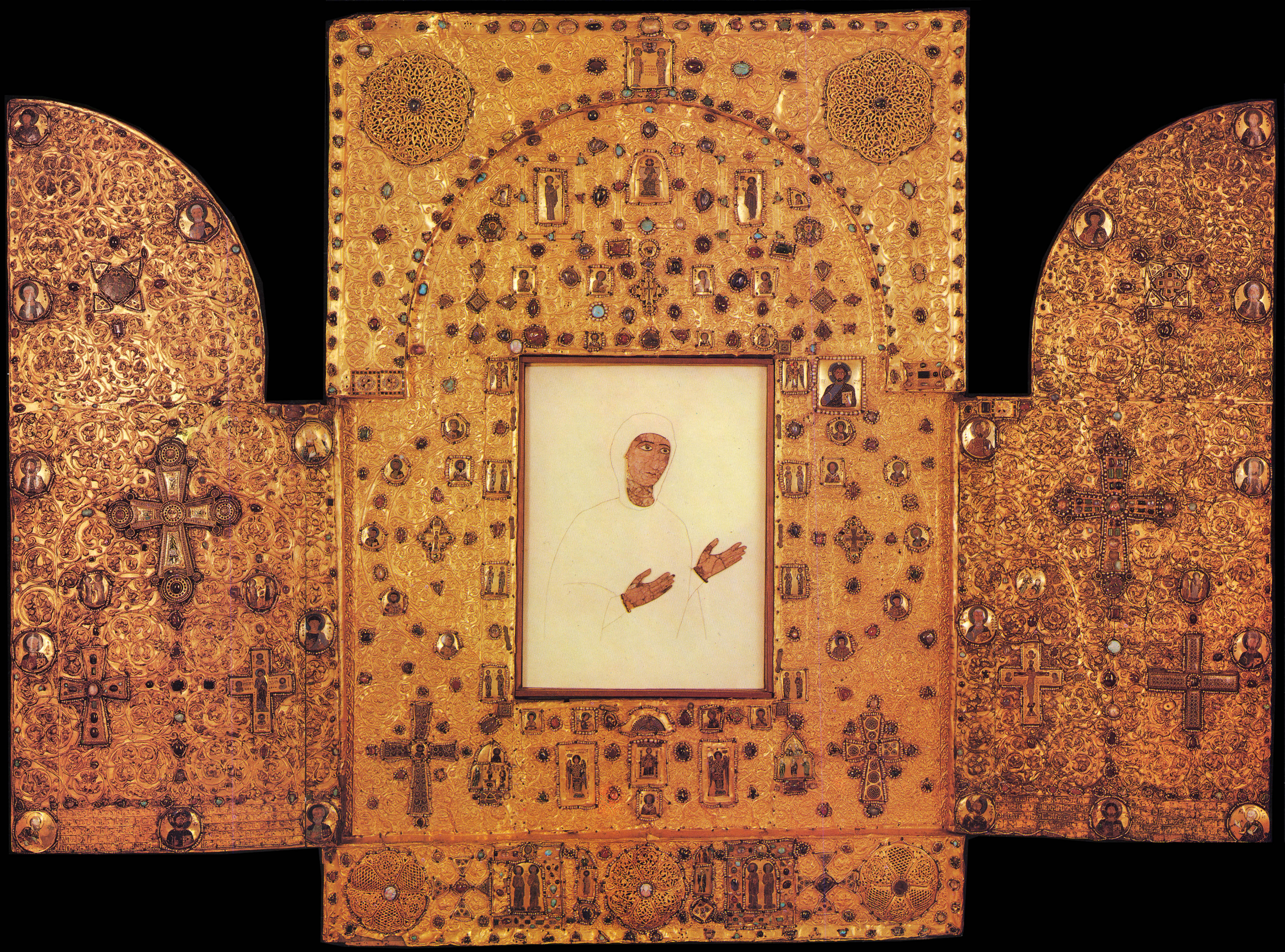
Triptychon ohne Mittelikone

Das Mitte des 8. Jahrhunderts gegründete Opiza war das erste Kloster in Tao-Klardschetien. Im 9. und 10. Jahrhundert wurden zahlreiche Klosterkirchen in dem Gebiet errichtet, das als einziges der georgisch-christlichen Kleinreiche außerhalb der muslimischen Einflusssphäre lag, bevor es Ende des 10. Jahrhunderts mit drei weiteren Fürstentümern zum Königreich Georgien vereint wurde.
Allgemeine Charakteristika georgischer Kirchen sind ihre relativ schlichte, aber beeindruckend hohe Bauweise und Blendarkaden um die Fenster an den Außenwänden. Der Grundriss des Langhauses wird mit dem einer Kreuzkuppelkirche kombiniert, deren Kuppel über dem Altarraum von einem durchfensterten Tambour erhöht wird. Vorläufer dieser Bauform sind die im 6. Jahrhundert noch gedrungen wirkenden Basiliken, wie sie im heutigen Georgien erhalten sind. Deren breiter Baukörper wurde bei den Kirchen des 10. Jahrhunderts massiv erhöht.
Eine der einschiffigen Kapellen südlich der Basilika soll aus der Zeit Davids I. (reg. 876–881) stammen, der den Titel Kuropalates trug. Das Kloster wurde unter der Herrschaft von David III., David dem Großen (reg. 961–1000) gegründet und der Muttergottes geweiht. Vom 11. bis zum 13. Jahrhundert war das Kloster ein bedeutendes Kultur- und Bildungszentrum, an dem viele Gelehrte theologische Studien betrieben. Mitte des 16. Jahrhunderts kam Tao-Klardschetien zum Osmanischen Reich. Laut einem Manuskript aus dem Jahr 1556 war das Kloster zu der Zeit noch in Betrieb. Ab dem 17. Jahrhundert bekannten sich die Georgier Tao-Klardschetiens zum Islam. Wie andere georgische Kirchen, die zu Dörfern gehören, wurde Haho in eine Moschee umgewidmet.
Das Kloster Haho ist berühmt für sein Triptychon, ein Altarbild vom Anfang des 12. Jahrhunderts. Das Triptychon von Khakhuli (khakhulis khati) ist 147 Zentimeter hoch und 202 Zentimeter lang einschließlich des vergoldeten Rahmens und der seitlichen Flügel. Im 12. Jahrhundert wurde das Bildwerk auf Veranlassung von König Dimitri I. ins Kloster Gelati (Georgien) verbracht. Bei einer Plünderung verschwand 1859 die mittlere Ikone mit einem Marienbild aus dem 10. Jahrhundert. Es war eine mit kostbaren Einlegesteinen gestaltete Zellenschmelz-Ikone. Das Altarbild mit einem partiell rekonstruierten Mittelteil befindet sich heute im Staatlichen Museum der Künste Georgiens in der Landeshauptstadt Tiflis.

## Bauform

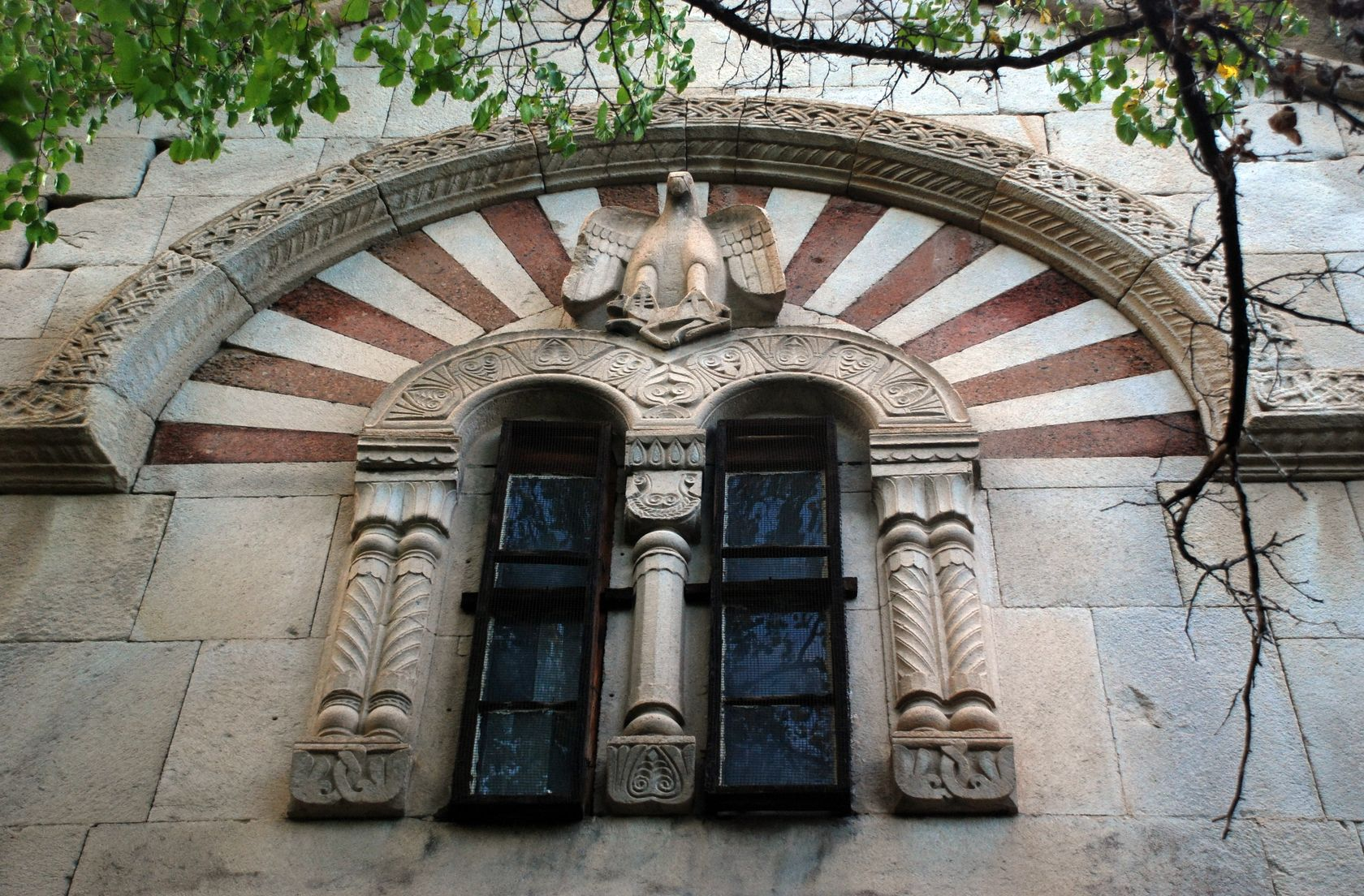
Südlicher Kreuzgiebel. Mächtiger Adler hält unscheinbaren Stier

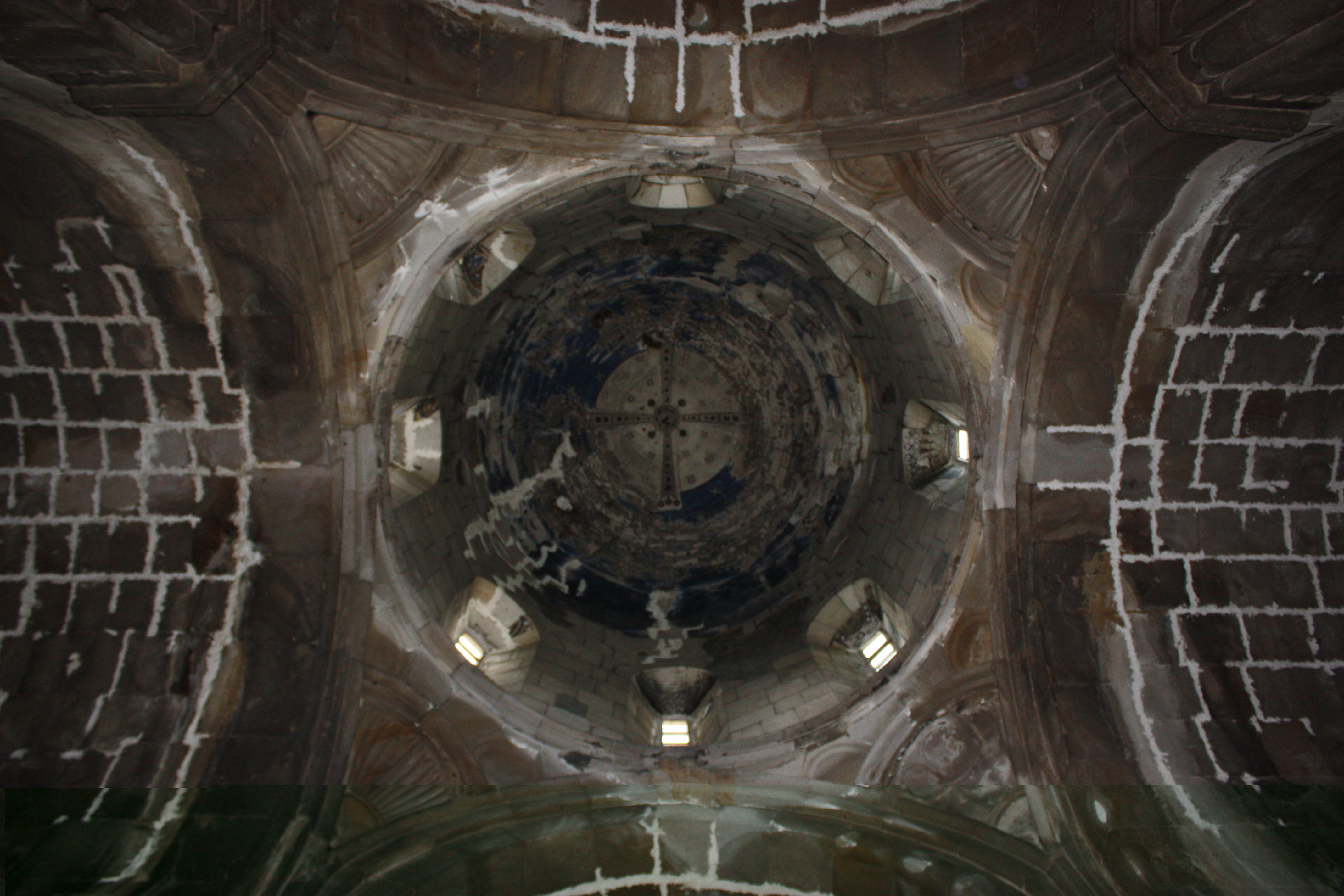
Kuppel mit Gemmenkreuzabbildung

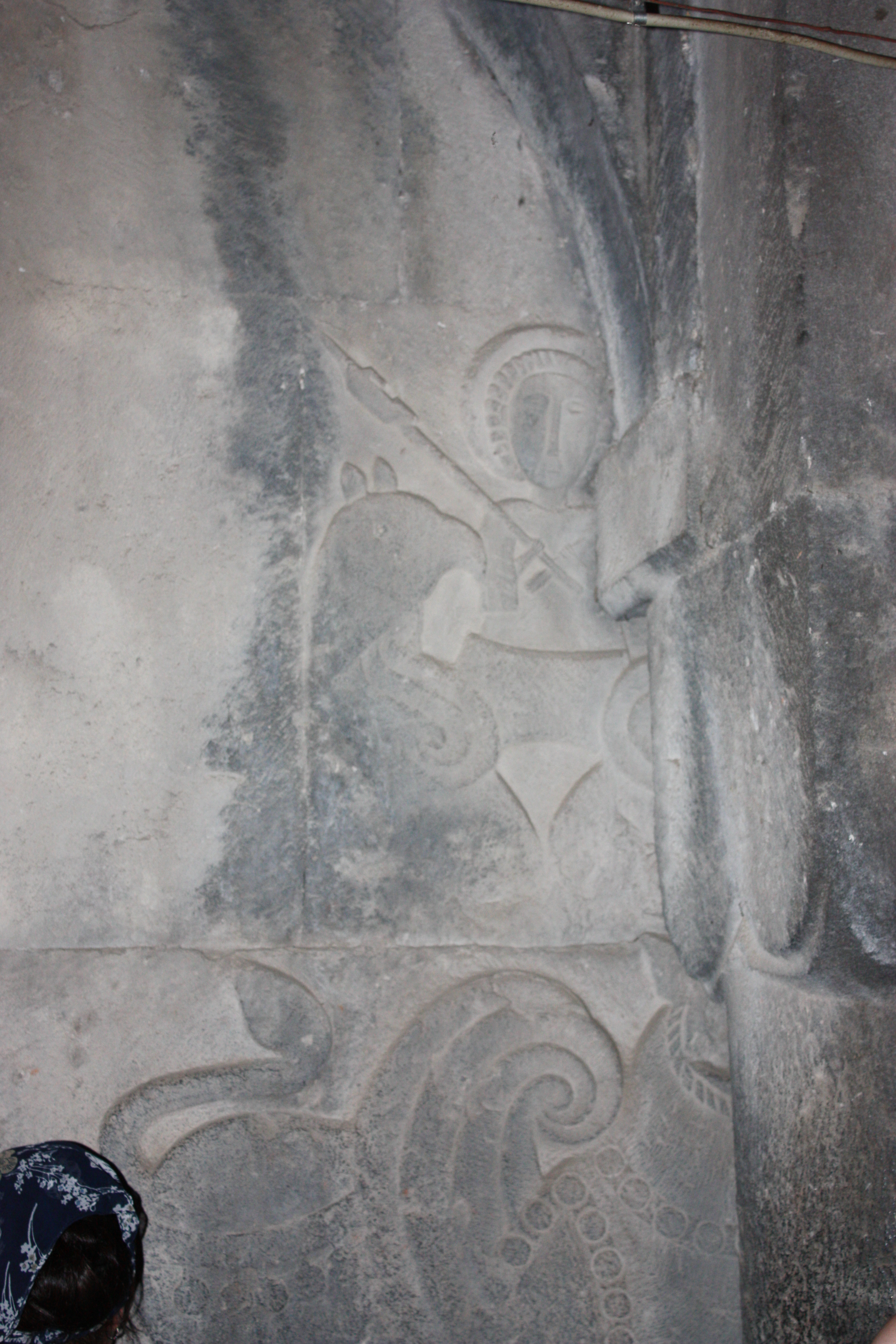
Die legendäre Himmelsfahrt Alexanders des Großen

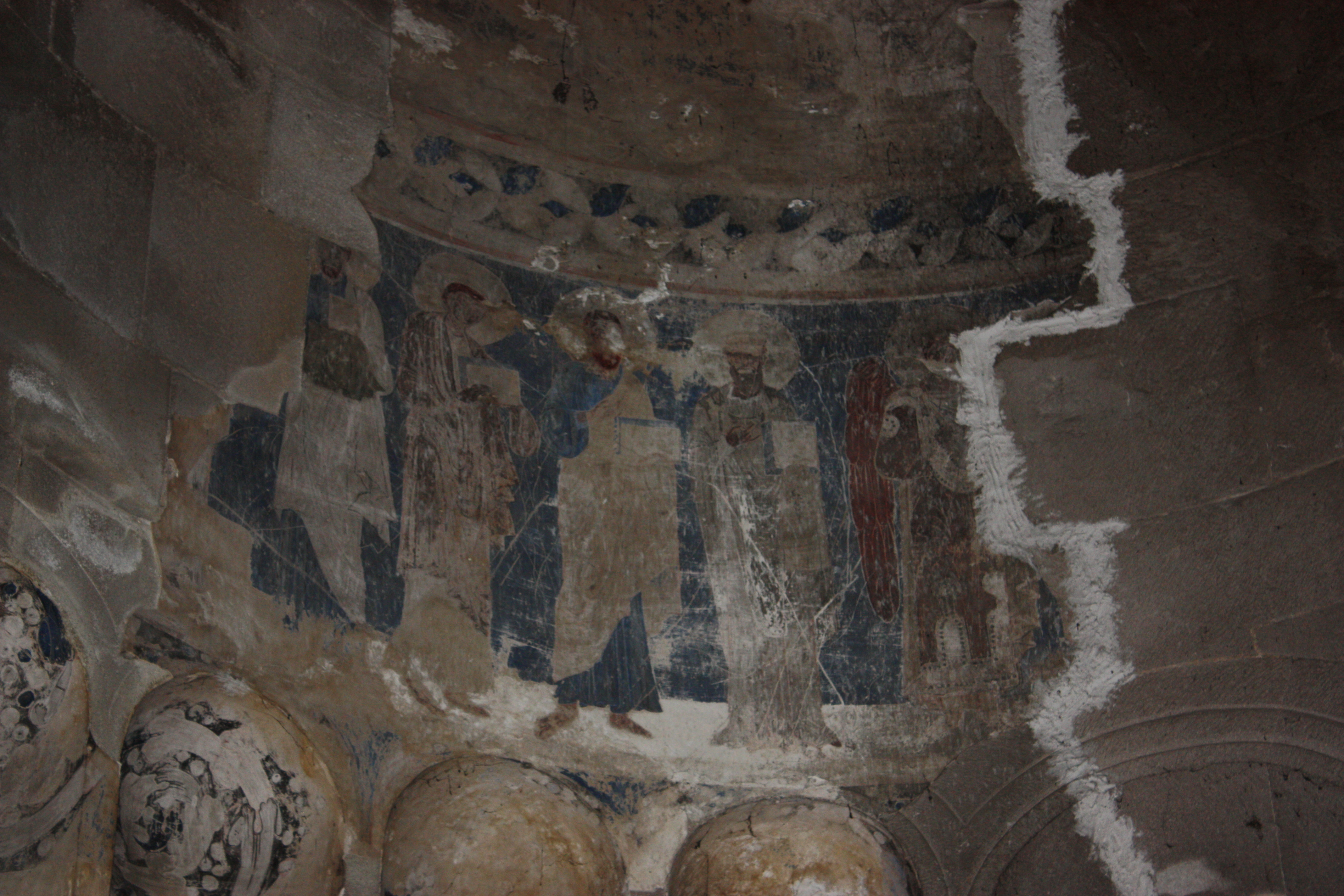
Heiligenfiguren. Malereirest in der Apsis

Der beinahe quadratische Betsaal der dreischiffigen Pfeilerbasilika aus gelblich-grauen Sandsteinquadern wird von Tonnengewölben überdeckt, die von zwei Pfeilerpaaren gestützt werden. Die Pfeiler sind im Mittelschiff durch Gurtbögen miteinander verbunden, die jedoch an den Gewölben über den besonders schmalen Seitenschiffen nicht weitergeführt werden. Die 25 Meter hohe Kreuzkuppel stützt sich im Osten auf die Seitenwände der Apsis und im Westen auf zwei freistehende Pfeiler. Sie wird durch einen kreisrunden Tambour weit nach oben gezogen und schließt außen mit einem Kegeldach ab. Der Tambour wird an der Außenseite durch halbrunde Blendbögen über schlanken Doppelsäulen gegliedert, jede zweite Wandnische enthält ein hohes Fenster. Innen wird das Kuppelrund aus der quadratischen Grundfläche über Pendentifs an den Ecken gebildet. Die zentrale halbrunde Apsis an der Ostwand misst 6,95 Meter in der Breite und 5,75 Meter in der Tiefe. Sie ist fensterlos und wie der gesamte Innenraum dunkel, die beiden seitlichen Apsisnebenräume (Pastophorien) werden von je einem Fensterschlitz schwach erhellt.
Dieser zentrale Baukörper von 27 Metern Länge wurde im 12. oder Anfang des 13. Jahrhunderts (im 14. Jahrhundert) durch einen südlichen, ursprünglich offenen Narthex erweitert, der im Osten über einen eigenen Apsisnebenraum verfügt. Die Gesamtabmessungen betragen außen 34,4 × 24 Meter, davon entfallen auf den Betsaal im Westen in der Breite 14 Meter. Die drei Ostapsiden sind außen 16,05 Meter breit, sie liegen innerhalb der geraden Ostwand, die nicht durch Dreiecksnischen wie in Öşk Vank gegliedert ist. In jüngerer Zeit wurden die freien Bogenfelder des Südnarthex zubetoniert und mit einer Tür verschlossen, die nun den einzigen Zugang zur Moschee darstellt. Ebenfalls aus der späteren Zeit stammen der Anbau im Norden und der Westnarthex mit sechs Kuppelfeldern, die in der Mitte von zwei Säulen gestützt werden. Die ursprüngliche Verbindung zum Kirchenschiff wurde vermauert. Der kreuzförmige Grundriss ist auf den zentralen Kuppelraum vor dem Altar ausgerichtet.
Außer am Tambour sind an den Außenwänden im Unterschied zu anderen georgischen Kirchen keine Blendarkaden vorhanden, dafür wurden Bogenlaibungen und figürliche Schmuckmotive plastisch gestaltet. Über dem Doppelfenster in der Mitte des südlichen Kreuzarms hält ein plastisch aus der Wand tretender Adler einen kleinen und nur flach abgebildeten Stier in seinen Fängen (Königssymbol).
Am inneren, später vom Südnarthex umbauten Südportal, sind mehrere Szenen zu sehen, die als moralische Warnung und Kreuzesverherrlichung gedacht waren: Im Tympanon tragen vier Engel ein Kreuz. Diese durch Verwitterung und Rauch von offenen Feuern schlecht erkennbare Szene stellt eine Kreuzerhöhung dar, die seit dem 4. Jahrhundert in der frühchristlichen Kunst vorkommt und seit dem 6. Jahrhundert an einigen georgischen und armenischen Kirchen auftaucht. Das oberste Relief an der linken Portalseite schildert die legendäre Himmelsfahrt Alexanders des Großen in einem von zwei Greifvögeln gezogenen Wagen. Darunter ist ein fabelhafter Greifenvogel mit Löwenfüßen zu sehen. Dem selbstherrlichen Alexander, der aus eigener Machtvollkommenheit den Himmel erobern wollte, steht auf der anderen Seite an oberster Stelle Apostel Petrus gegenüber, der mit seinem großen Schlüssel den Frommen den Weg zum Himmel weist. Da die Figur keinen Bart trägt, könnte es sich auch um die Jungfrau Maria handeln, wenn sie symbolisch den Himmel bewacht. Unterhalb von Petrus wird Jona aus dem Maul des Wals ins Meer gespuckt. An der linken Portalseite unten reißt ein Löwe einen Stier (Darstellung der königlichen Macht), ein einzelner Löwe (Wächtertier) rechts gegenüber blickt auf den Besucher. Der Hahn direkt darüber gilt als Symbol für Licht und Tag. Über dem Hahn wird Jona vom Walfisch ausgespien, ein Symbol für Tod und Auferstehung Jesu. Es ist die früheste Portaldekoration der georgischen Sakralarchitektur.
Aus der ersten Bauphase blieb ein Bereich mit Fresken in der Apsis mit Heiligenfiguren vor blauem Hintergrund erhalten. In der Kuppelmitte ist ein großes Gemmenkreuz in einem Medaillon mit hellem Sternenhimmel abgebildet. Eine dunkle Kreisscheibe weiter unten könnte den Mond darstellen. Am unteren Rand der Kuppelausmalung im Osten ist eine stehende Figur erkennbar, wohl der Prophet Elija bei der Himmelfahrt. Eine derart hervorgehobene Darstellung des Kreuzes ist eine Besonderheit georgischer Kirchen und hebt zusammen mit der Elija-Szene die Bedeutung hervor, die in der georgischen sakralen Kunst der Auferstehung Jesu von den Toten beigemessen wird.

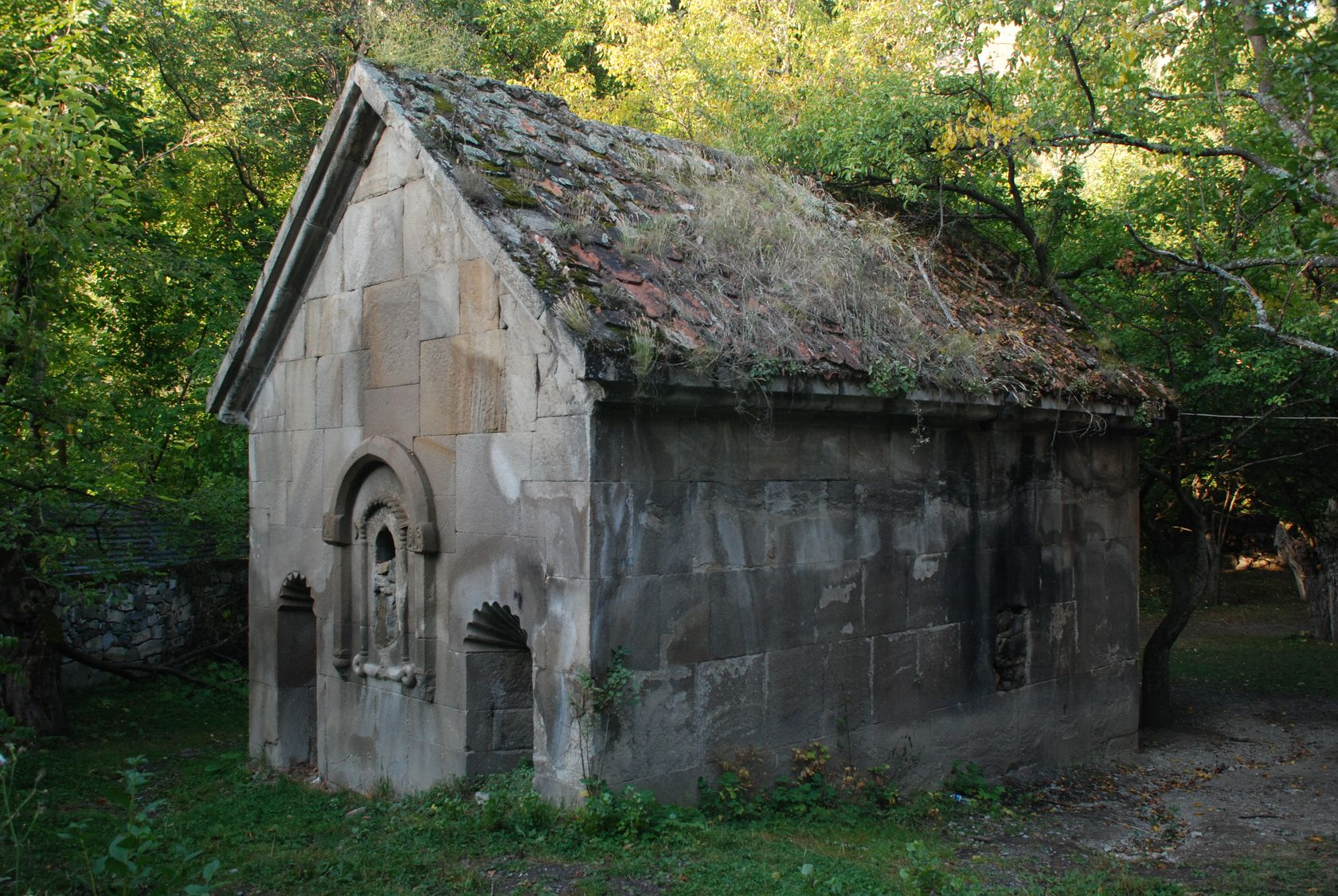
Einzige vollständig erhaltene Kapelle von Nordosten. Reste von Tonziegeln, die am Hauptbau verschwunden sind

Die Klosteranlage ist von einer unregelmäßig runden Umfassungsmauer umgeben, von der noch größere Abschnitte bis zu einer Höhe von drei Metern erhalten sind. Der Zugang erfolgt durch ein zerstörtes Torgebäude, dessen Rundbogen aber noch aufrecht steht.
Eine der drei einschiffigen Kapellen südlich der Hauptkirche ist vollständig erhalten; sie misst außen 7,3 × 4,7 Meter. An ihrem Ostgiebel rahmen zwei tief eingeschnittene Nischen ein mittiges Rundbogenfenster mit Blendarkade ein. Fächerartige Rundbögen über den sich im Dreieck verjüngenden Nischen führen nach innen auf Halbsäulen zu. Beim Besuch des georgischen Historikers Ekwtime Taqaischwili 1917 war ein westlicher Vorbau noch vollständig erhalten, 1975 immerhin noch zum Teil, 1981 war er verschwunden und das Türfutter beschädigt.
Die rechteckigen Kapellen mit halbrunder Apsis innerhalb der geraden Ostwand und einem Zugang von Westen besaßen ein Satteldach, das mit flachen, in Zement verlegten Tonziegeln gedeckt war. Mit denselben, farbig glasierten Ziegeln war auch die Basilika einst eingedeckt. Dort sind sie verschwunden und durch Wellblech ersetzt worden, die am nördlichen Anbau noch vorhandene Mörtelschicht am Dach ist mit Gras bewachsen. Von einer breiteren Kapelle mit seitlichen halbrunden Apsisnebenräumen am Hang im Norden blieben die stark erodierten Außenmauern erhalten.